# Смирнова Ольга Володимирівна
Ольга Володимирівна Смирнова (рос. Ольга Владимировна Смирнова; нар. 11 травня 1979, Новочебоксарськ, Чуваська АРСР, РРФСР) — російська і казахська борчиня вільного стилю, чемпіонка і бронзова призерка чемпіонатів світу, дворазова чемпіонка і бронзова призерка чемпіонатів Європи, срібна і бронзова призерка чемпіонатів Азії, срібна призерка Азійських ігор, учасниця двох Олімпійських ігор.

## Біографія
Боротьбою займається з 1995 року. Вихованка Новочебоксарської ДЮСШ № 1. Майстер спорту (1996) і майстер спорту Росії міжнародного класу (1997) з вільної боротьби, заслужений майстер спорту Росії (2001). Чемпіонка Чувашії та Росії (1998, 1999). Виступала за збірну Росії, у складі якої двічі ставала чемпіонкою Європи серед юніорів (1998, 1999) та чемпіонкою світу серед юніорів (1998). У складі цієї ж, але першої збірної виграла багато престижних міжнародних змагань, включно з європейськими та світовими першостями, брала участь в літніх Олімпійських іграх 2004 року. З 2006 року почала виступи за збірну Казахстану. У її складі ставала призеркою чемпіонату світу, Азії та Азійських ігор, брала участь в літніх Олімпійських іграх 2008 року.
Закінчила Новочебоксарське середнє спеціалізоване училище олімпійського резерву, Камський державний інститут фізичної культури (2002). Працює тренером-викладачем Новочебоксарської ДЮСШ № 1 (з 2012) і одночасно республіканської спеціалізованої ДЮСШ олімпійського резерву № 5 (з 2013). Сестра-близнюк заслуженого майстра спорту Росії з вільної боротьби, чотириразової призерки чемпіонатів Європи Наталі Смирнової.

## Спортивні результати на міжнародних змаганнях

### Виступи на Олімпіадах
| Змагання                    | Збірна    | Вагова категорія          | Місце |
| --------------------------- | --------- | ------------------------- | ----- |
| Літні Олімпійські ігри 2004 | Росія     | жіноча боротьба, до 55 кг | 9     |
| Літні Олімпійські ігри 2008 | Казахстан | жіноча боротьба, до 55 кг | 7     |

### Виступи на Чемпіонатах світу
| Змагання                        | Збірна    | Вагова категорія          | Місце  |
| ------------------------------- | --------- | ------------------------- | ------ |
| Чемпіонат світу з боротьби 1996 | Росія     | жіноча боротьба, до 50 кг | Золото |
| Чемпіонат світу з боротьби 2007 | Казахстан | жіноча боротьба, до 55 кг | Бронза |

### Виступи на Чемпіонатах Європи
| Змагання                         | Збірна | Вагова категорія          | Місце  |
| -------------------------------- | ------ | ------------------------- | ------ |
| Чемпіонат Європи з боротьби 1996 | Росія  | жіноча боротьба, до 53 кг | Бронза |
| Чемпіонат Європи з боротьби 2000 | Росія  | жіноча боротьба, до 51 кг | Золото |
| Чемпіонат Європи з боротьби 2001 | Росія  | жіноча боротьба, до 56 кг | 9      |
| Чемпіонат Європи з боротьби 2002 | Росія  | жіноча боротьба, до 51 кг | Золото |

### Виступи на Чемпіонатах Азії
| Змагання                       | Збірна    | Вагова категорія          | Місце  |
| ------------------------------ | --------- | ------------------------- | ------ |
| Чемпіонат Азії з боротьби 2007 | Казахстан | жіноча боротьба, до 55 кг | Бронза |
| Чемпіонат Азії з боротьби 2008 | Казахстан | жіноча боротьба, до 59 кг | Срібло |

### Виступи на Азійських іграх
| Змагання           | Збірна    | Вагова категорія          | Місце  |
| ------------------ | --------- | ------------------------- | ------ |
| Азійські ігри 2006 | Казахстан | жіноча боротьба, до 55 кг | Срібло |

### Виступи на змаганнях молодших вікових груп
| Змагання                                       | Збірна | Вагова категорія          | Місце  |
| ---------------------------------------------- | ------ | ------------------------- | ------ |
| Чемпіонат Європи з боротьби серед юніорів 1998 | Росія  | жіноча боротьба, до 54 кг | Золото |
| Чемпіонат світу з боротьби серед юніорів 1998  | Росія  | жіноча боротьба, до 54 кг | Золото |
| Чемпіонат Європи з боротьби серед юніорів 1999 | Росія  | жіноча боротьба, до 54 кг | Золото |
| Чемпіонат світу з боротьби серед юніорів 1999  | Росія  | жіноча боротьба, до 54 кг | 11     |